# Linia kolejowa Odessa – Arcyz
Linia kolejowa Odessa – Arcyz – linia kolejowa na Ukrainie łącząca stację Odessa Zastawa I ze stacją Arcyz. Zarządzana jest przez dyrekcję odeską Kolei Odeskiej (oddział ukraińskich kolei państwowych).
Znajduje się w obwodzie odeskim. Biegnie wzdłuż wybrzeża Morza Czarnego. Linia w większości jest jednotorowa, z wyjątkiem dwóch krótkich odcinków dwutorowych w okolicy Odessy. Jest zelektryfikowana na odcinku Odessa Zastawa I – Białogród nad Dniestrem.

## Historia
Linia powstała w czasach carskich. Początkowo leżała w Imperium Rosyjskim, następnie (od 1918) jej wschodnia cześć w Związku Sowieckim, zachodnia natomiast w Rumunii (granicą był liman Dniestru). Po II wojnie światowej w całości w Związku Sowieckim. Od 1991 znajduje się na Ukrainie.
Most zwodzony w Zatoce, przy ujściu Dniestru, był wielokrotnie atakowany przez siły rosyjskie podczas wojny rosyjsko-ukraińskiej. Ataki doprowadziły do jego zniszczeń i stałego wyłączenia z użycia.